# EBA
《除武器外一切都行》（英語：Everything but arms）是欧盟与非洲、加勒比和太平洋国家集团于2001年签订的一项协议，内容为：欧盟给予非洲等最低度開發國家的商品（武器除外）进入欧盟市场时享受免关税、免配额的优惠待遇。该决议于2001年3月5日生效。EBA是欧盟普惠制（GSP）的一部分。
此项决议的目的在于促进世界上贫穷国家的经济发展，给予其出口产品免关税、免配额的优惠。
尽管EBA条款向来自不发达国家的商品提供了免关税的优惠，但是原产地规则却严格地限制了进口，特别是对服装的进口。因为并不是所有的（产品）生产环节都在同一个不发达国家。